# Axel Pilmark
Axel Peter Pilmark, född 23 november 1925 i Köpenhamn, död 13 juli 2009 i Herlev, var en dansk fotbollsspelare.
Han blev olympisk bronsmedaljör i fotboll vid sommarspelen 1948 i London.